# Нижнее Падозеро
Нижнее Падозеро — пресноводное озеро на территории Чалнинского сельского поселения Пряжинского района Республики Карелии.

## Общие сведения
Площадь озера — 4,5 км², площадь водосборного бассейна — 188 км². Располагается на высоте 74,0 метров над уровнем моря.
Форма озера продолговатая: оно почти на четыре километра вытянуто с северо-запада на юго-восток. Берега изрезанные, каменисто-песчаные, местами заболоченные.
В юго-восточной оконечности Нижнего Падозера берёт начало река Задняя, впадающая в реку Чалну, приток реки Шуи.
С запада в водоём впадает река Чевжа.
На северо-западном берегу водоёма располагается деревня Падозеро.
Код объекта в государственном водном реестре — 01040100111102000017402.

## Галерея

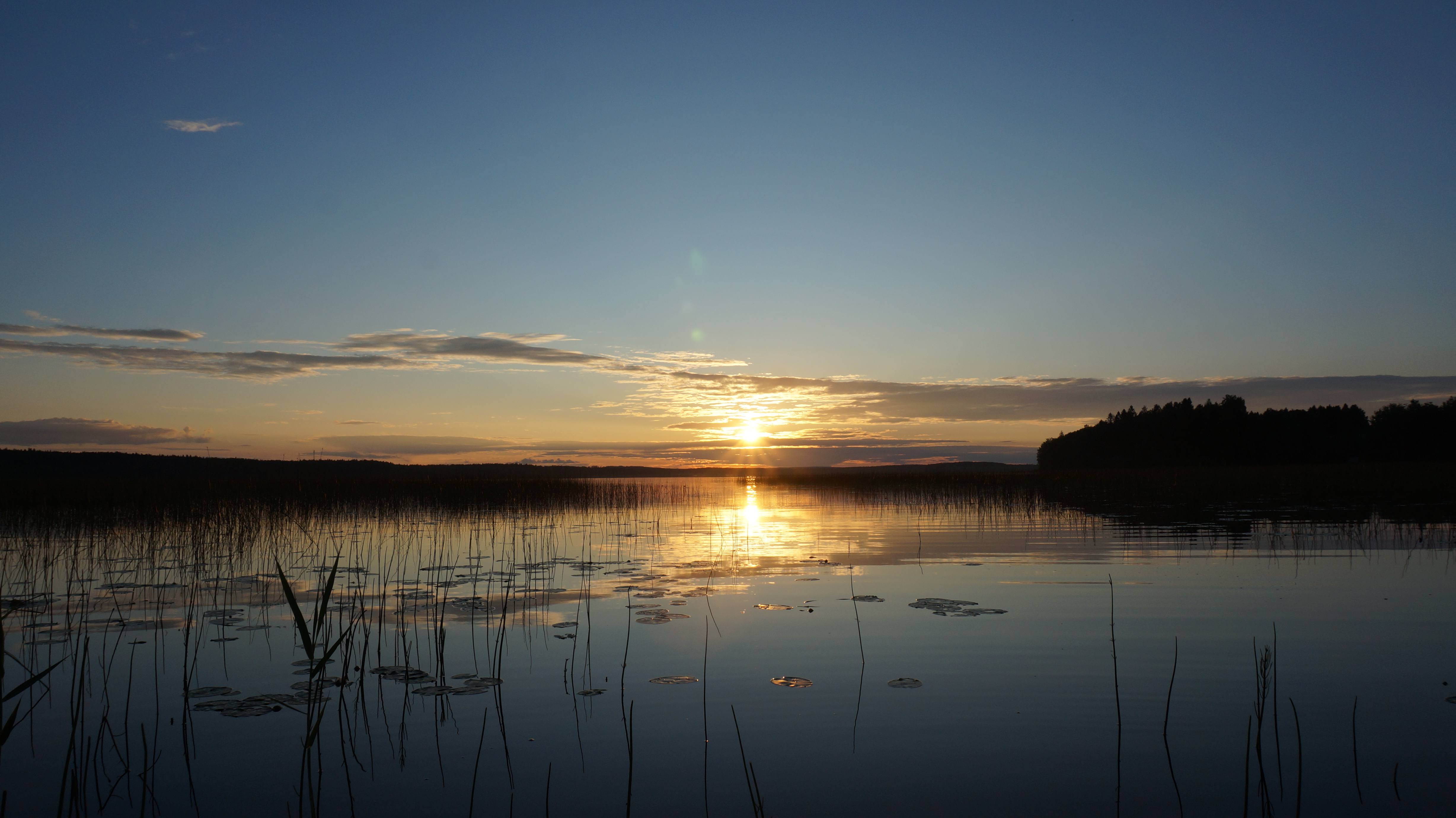
Нижнее Падозеро в вечернее время. Вид с юго-восточной стороны
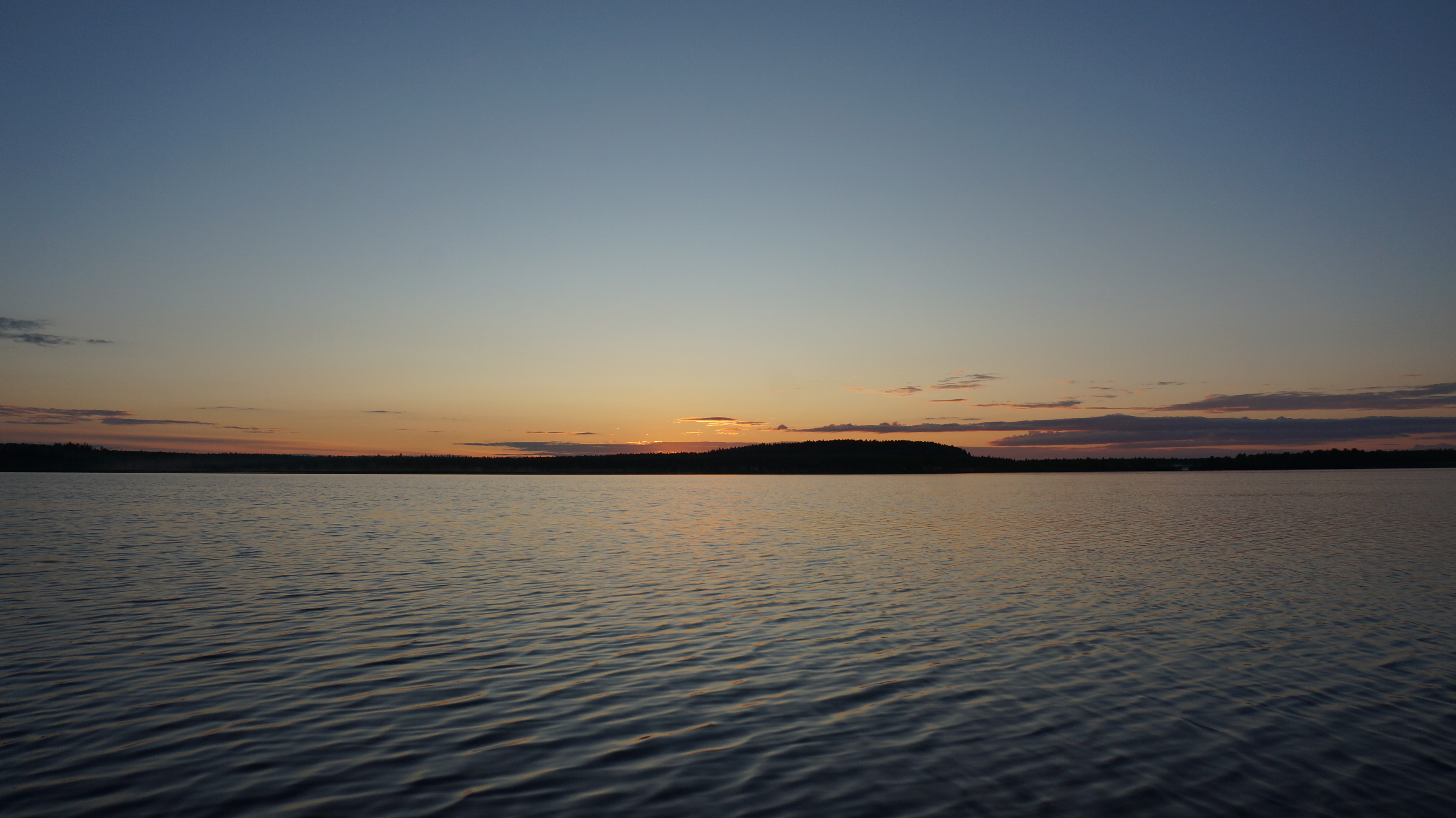
Северное побережье озеро Нижнее Падозеро. Справа вдалеке можно увидеть устье Паданои
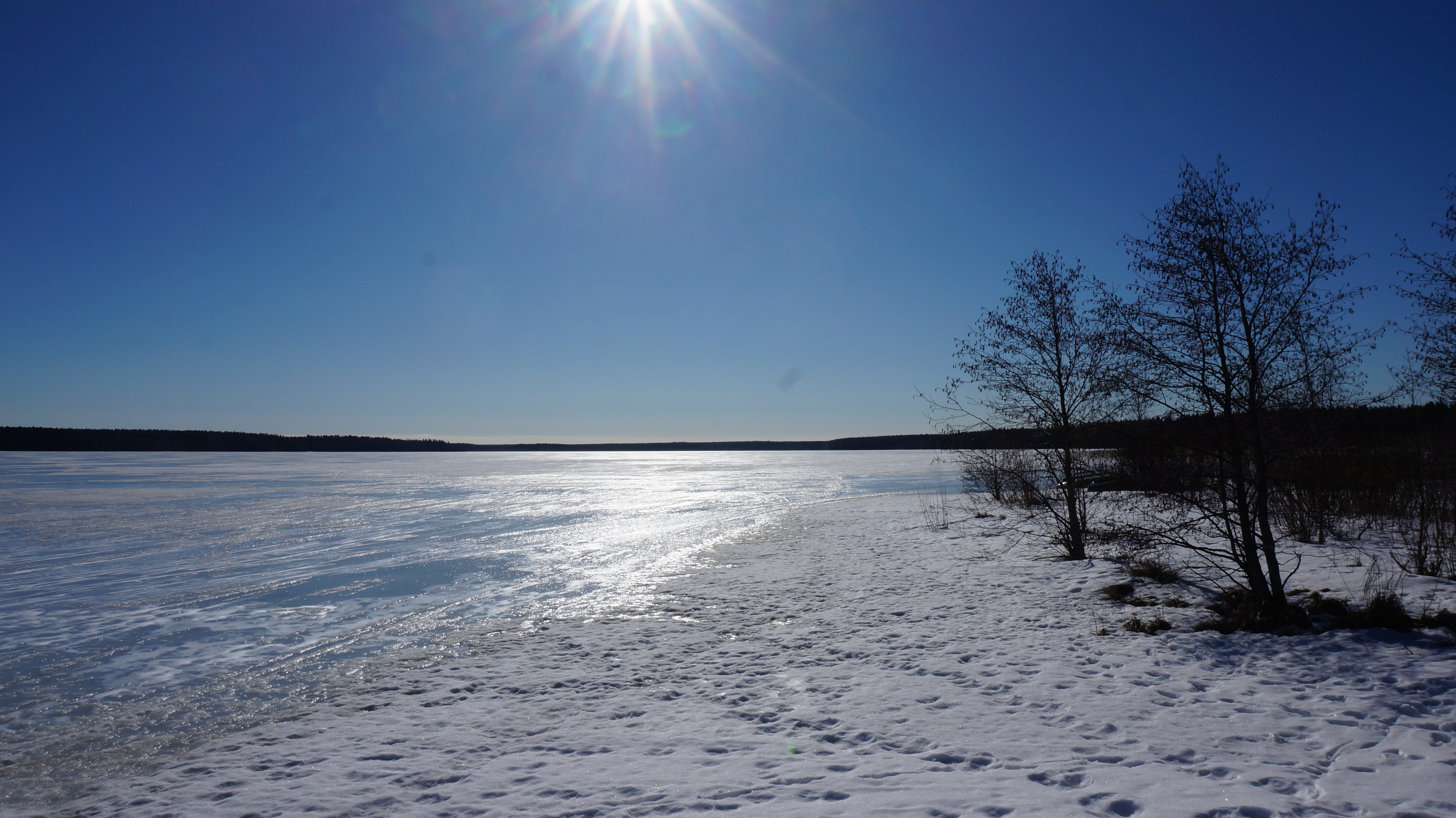
Нижнее Падозеро зимой